# Čhödag Gjamccho
Čhödag Gjamccho (1454 – 1506) byl 7. karmapa Karma Kagjü, jedné ze škol tibetského buddhismu.
Narodil se v severním Tibetu. Podle tradice již v pěti měsících řekl: "Na světě nic není kromě prázdnoty (sa. šúnjatá)." O čtyři měsíce později byl rozpoznán jako sedmý karmapa, inkarnace Thongwa Döndäna. Většinu života strávil učením o nenásilí (sa. ahinsá).